# Arturo Lomelí
Arturo Sorín Lomelí Calderón (26 de octubre de 1976, Guadalajara, Jalisco, México) es un futbolista mexicano retirado que jugaba en la posición de mediocampista. Surgió de las fuerzas básicas del Club Deportivo Guadalajara y participó en la Copa Mundial de Fútbol Sub-17 de 1993.
Fue campeón del Torneo "Próceres de Venezuela" (También conocido como Mundialito de Carabobo) con la Selección Sub-17 de México venciendo en la final al equipo de Polonia.
En noviembre de 1993, recibió un reconocimiento por parte del Estado de Jalisco en la entrega del Premio Estatal del Deporte, por su destacado papel en el deporte durante ese año.
En 1994, participó en el campeonato de la Liga de Fútbol de Universidades y Clubes Privados Tapatíos, A.C. con el Club Providencia, conjunto que llegaría hasta la final, la cual perdería contra el equipo Italia. El Providencia fue dirigido esa temporada por Ricardo "Snoopy" Pérez.
Estudió en el Instituto Tecnológico y de Estudios Superiores de Occidente.